# Уррака (королева Леону)
Урра́ка (ісп. Urraca; 24 червня 1081 — 8 березня 1126) — королева Кастилії та Леону (1109—1126). Останній представник династії Хіменес. Народилася в Леоні, Леонське королівство. Донька Альфонсо VI. Звідна сестра португальської графині Терези Леонської, з якою воювала після смерті батька. Виходила заміж двічі: вперше — за Раймунда Бургундського, вдруге — за арагонського короля Альфонсо I. Матір кастильсько-леоньського короля Альфонсо VII, народженого у першому шлюбі. Померла під час пологів. Також — Уррака Леонська, Уррака Альфонсівна.

## Біографія
Походила з династії Хіменес. Донька Альфонсо VI, імператора усієї Іспанії, та Констанс Бургундської. У 1087 році видана заміж за Раймунда Бургундського. Була оголошена спадкоємицею трону. Фактично шлюб відбувся у 1094 році. Втім, у 1095 році цей статус Альфонсо VI передав синові Санчо. Того ж року призначено намісницею (разом з чоловіком) північної Галісії. У 1107 році стала удовою, втративши чоловіка. Після загибелі брата Санчо у 1108 році, Урраку знову оголошують спадкоємицею трону.
Після смерті батька у 1109 році успадкувала трон. Вона бажала панувати самостійно. Втім, за заповітом батька і наполяганням знаті в 1109 році королева Уррака вийшла заміж за короля Альфонсо I, короля Арагону. Проте спроба об'єднати два королівства завершилася невдало. Уррака I бажала правити самостійно, а спроби Альфонсо I поставити у всіх кастильских замках своїх алькайдів наразилася на опір місцевої шляхти.
Водночас Уррака вступила в конфлікт з Енріке та Терезою, графами Португалії, але з огляду на розгардіяш у Галісії та Леоні не зуміла гідно протидіяти самостійницьким тенденціям.
Водночас подружжя Урраки і Альфонсо відверто не любили одне одного. У 1110 році Уррака переїхала до іншого палацу від чоловіка. Взаємна неприязнь незабаром переросла у відкриту війну. Він здобув міста Паленсія, Бургос, Осма, Оренсе, Толедо, де змістив місцевого архієпископа. У 1111 році в битві при Кандеспіні війська Альфонсо I перемогли військо Урраки I на чолі з Гомесом Гонсалесом. У 1112 році між подружжям було укладено мир, за яким Уррака I отримала Леон, Астурію, Галісію, а Альфонсо I — Кастилію.
У 1114 році папа римський Пасхалій II розлучив Урраку I і Альфонсо I на підставі далекої спорідненості подружжя. Вище леонське і кастильске духівництво стало на бік папи римського і виступило проти Альфонсо I. В результаті вибухнула війна між Кастилией і Арагоном. На бік Урраки стала майже вся знать. Нарешті в війну проти вітчима вступив Альфонсо, син Урраки від першого шлюбу, який правив до цього Галісією. Альфонсо I був чудовим військовиком, але у нього було недостатньо сил, щоб утримати Кастилію і Леон. Зрештою він залишив за собою більшу частину Кастилії. Наступні роки Уррака жила в цивільному шлюбі з Педро Гонсалесом де Лара.
У 1115 році королева придушила спробу Галісії відокремитися. У 1117 році у замку Собросо Урраку I було обложено повсталими сином Альфонсо і зведеною сестрою Терезою Леонською. Але королеві вдалося втекти до Сантьяго-де-Компостела. Після цього Уррака I уклала договір із сином, яким визнавала його своїм спадкоємцем. У 1118 році проти Урраки I повстала знать королівства Леон. Лише завдяки поступкам королеви вдалося залагодити конфлікт. У 1120—1121 роках вибухнув новий конфлікт з Терезою Леонською, в якому королеві не вдалося повністю приборкати сестру.
У 1124 році вона передала фактичну владу своєму синові і спадкоємцю Альфонсо. Померла в 1126 році від невдалих пологів. Владу успадкував її син Альфонсо.

## Родина
1 Чоловік — Раймунд (1070—1107)
Діти:
- Санча Бургундська (1095/1102—1159)
- Альфонсо VII (1105—1157) — король Кастилії.

2 Чоловік — Альфонсо I (1073—1134), король Арагону.
Діти: не було
Коханець — Педро Лара.
Бастарди:
- Ельвіра Перес (1110—1174)
- Фернандо (1114—1156)
- NN (1126) — померла в дитинстві.